# Chồn ngực vàng Nilgiri
Chồn ngực vàng Nilgiri (Martes gwatkinsii) là một loài động vật có vú trong họ Chồn, bộ Ăn thịt. Loài này được Horsfield mô tả năm 1851.

## Hình ảnh

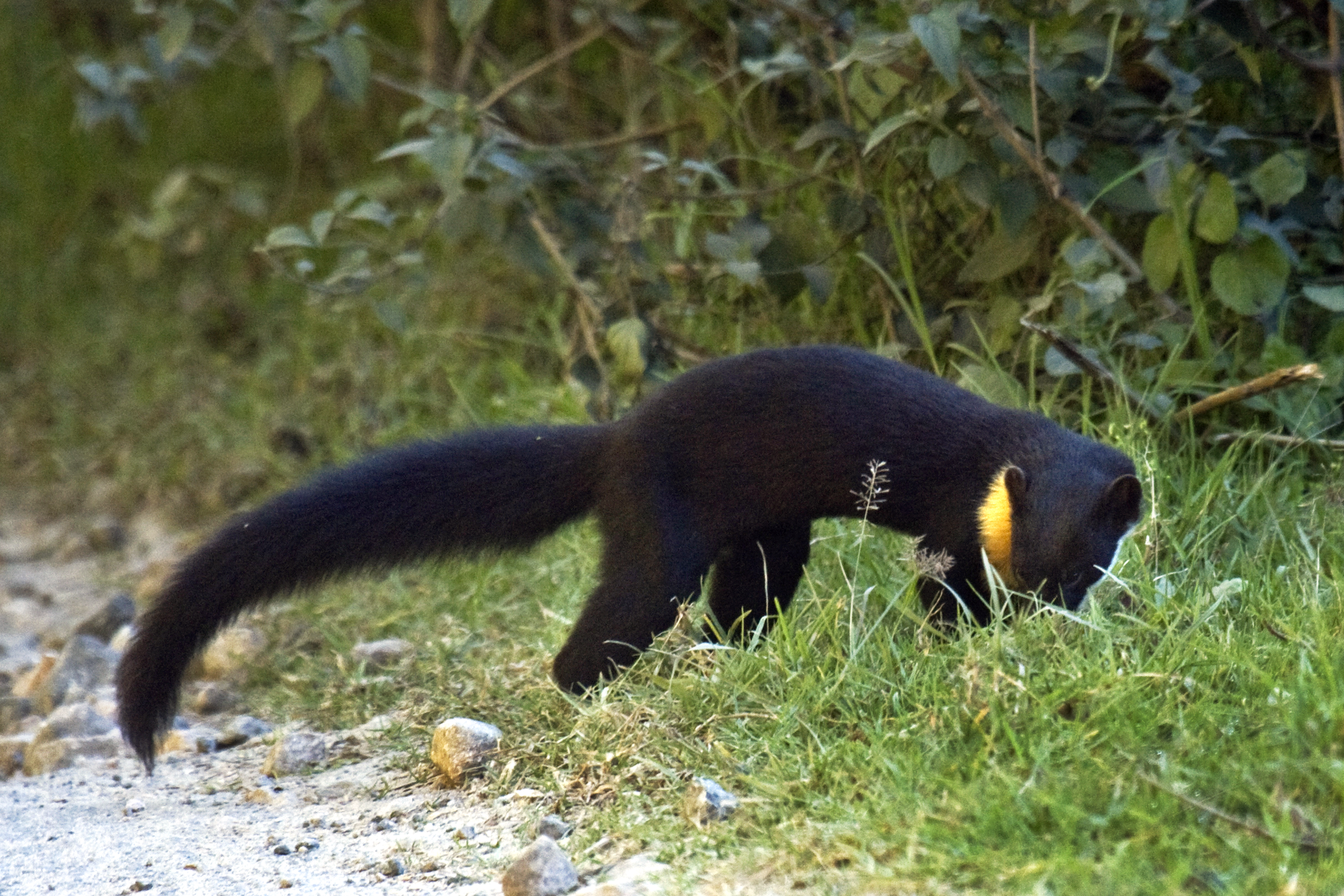
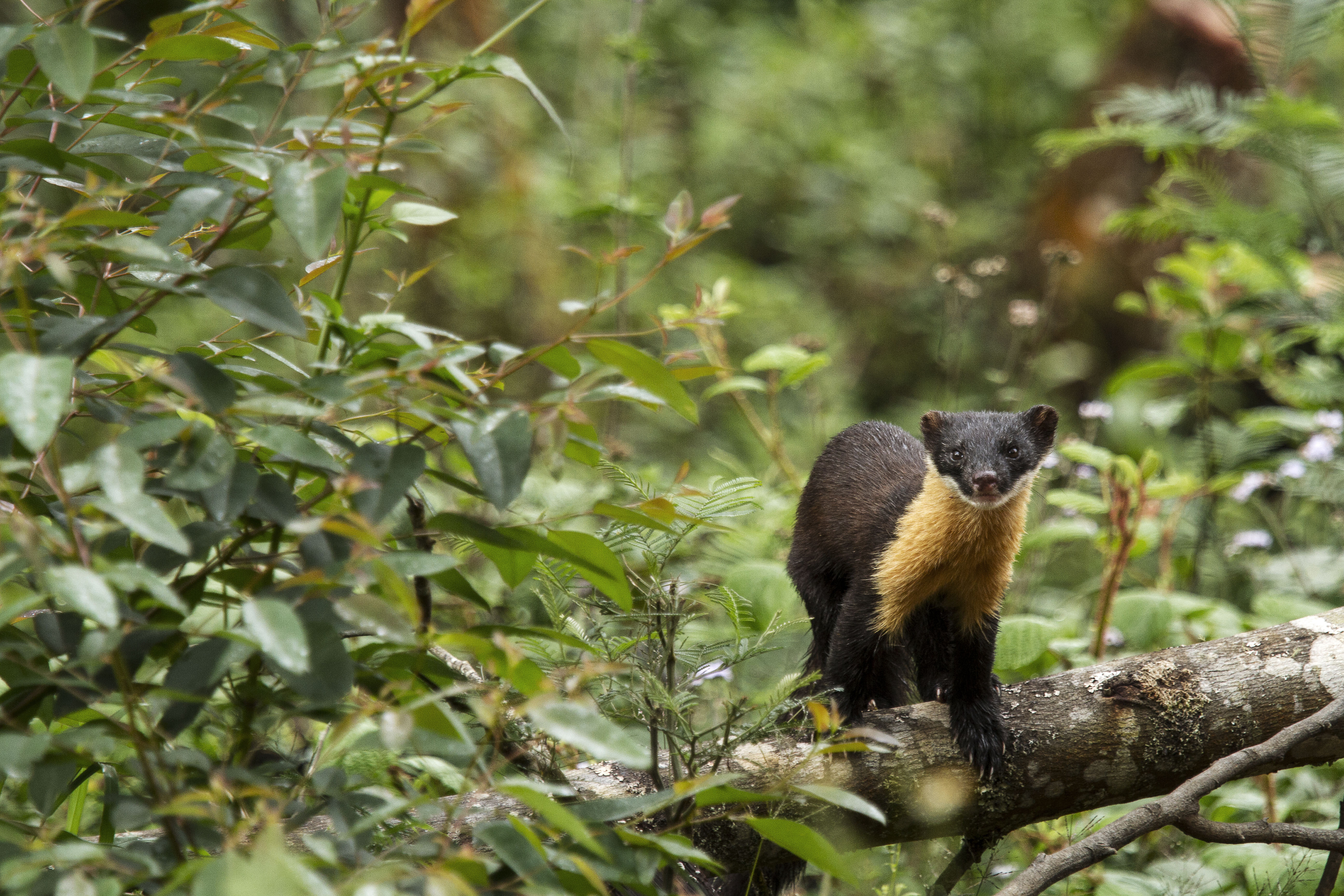